# جنگل ملی چوگاچ
جنگل ملی چوگاچ (به انگلیسی: Chugach National Forest) یک جنگل ملی در آمریکا است.
مساحت این جنگل ۲۳٫۰۰۰ کیلومتر مربع (بزرگتر از استان بوشهر) است و در ایالت آلاسکا گسترده است.